# ジョン・コンロイ (初代准男爵)
初代準男爵サー・ジョン・ポンソンビー・コンロイ（英: Sir John Ponsonby Conroy, 1st Baronet, KH、1786年10月21日 - 1854年3月2日）は、イギリスの軍人、ケント公爵家執事。
ケント公妃ヴィクトリア（ヴィクトリア女王の生母）に大きな影響力を持っていた。

## 経歴
1786年10月21日、ウェールズ・カーナーヴォンシャー・カイルヒンに法廷弁護士ジョン・ポンソンビー・コンロイとその妻マーガレット（旧姓ウィルソン）の間の長男として生まれる。コンロイ家はアイルランド・ロスコモンのオメオルコネリー家の末裔であるという。
1803年9月8日、王立砲兵隊の少尉に任官。同月13日には中尉に昇進した。1811年3月13日に大尉（Second Captain）に昇進。1817年3月には大砲輸送軍団（Corps of Artillery Drivers）の軍団長副官となる。軍は1822年に退役した。
1818年にケント公エドワードがザクセン・コーブルク家出身でライニンゲン侯未亡人であるヴィクトリアと結婚した。ケント公の軍人時代の知り合いだったコンロイはこの際にケント公の侍従武官に就任した。
1820年にケント公が死去すると、ケント公妃の経理担当官となる。ケント公爵家の苦しい家計、またケント公妃の王室内での孤立などから公妃は彼に深く依存した。コンロイは未来の女王であるケント公夫妻の一人娘ヴィクトリアの後見人になろうと画策し、公妃と並んで彼女の養育方針を差配するようになった。
ケント公妃とコンロイの関係については様々に噂され、ウェリントン公爵やケント公妃が前夫との間に儲けた息子カール・ツー・ライニンゲン侯爵は二人を愛人関係と疑っていた。
またコンロイはケント公爵家によく訪問していたソフィア王女も虜にし、彼女の会計検査官・相談役にも就任した。
ケント公妃は、ヴィクトリアのガヴァネスであるルイーゼ・レーツェンと、相談役であるコンロイそれぞれに「王位後継者に仕える者としてふさわしい地位」を与えることを求めており、1827年8月、ケント公爵家との関係改善を企図していた国王ジョージ4世がその要求を受け入れた結果、レーツェンはハノーファー王国女男爵、コンロイはハノーファーのロイヤル・ゲルフ勲章ナイトに叙された。
ヴィクトリアは母とコンロイ、コンロイの息のかかった者に囲まれて育ったが、自分の立場を理解するにつれて、コンロイの影響を脱したがるようになり、ケンジントン宮殿内で唯一コンロイの一味ではないルイーゼ・レーツェンに深く依存するようになった。1835年10月にヴィクトリアが病気になった際、コンロイはヴィクトリアに自分を彼女の侍従に任命する書類に署名するよう迫ったが、彼女は拒否した。
1837年6月20日にヴィクトリアが女王に即位した。コンロイは6月26日にも女王から準男爵位を与えられた。
女王は即位から一か月ほどでバッキンガム宮殿へ移ったが、母の部屋を自分の部屋から遠ざけ、またコンロイには今後目通りは叶わない旨を申し渡した。
コンロイは新たな女王側近クリスティアン・フリードリヒ・フォン・シュトックマー男爵を通じて女王に書簡を送り、自らの敗北を認め、公妃の人生から身を引く覚悟なので見返りが欲しいと乞うた。これを受けて首相メルバーン子爵は、閣議でコンロイにアイルランド貴族爵位と年金を与える検討に入った。しかし結局アイルランド貴族爵位については後にロバート・ピール首相が退けている。
コンロイはその後もケント公妃やソフィア王女の財産管理を任され、女王の母君に仕えているという理由で年間3000ポンドの年金を支給され続けた。女王と首相メルバーン卿は彼を追い出すために様々な手を打ったが、公妃の寵愛に守られているためどうにもならなかった。枢密院書記官長チャールズ・グレヴィルによればこの頃のコンロイは「王宮には決して招かれなかったし、女王から特別な個人的愛顧は全く与えられなかった。金銭面での寛大な措置と彼個人を完全に無視した行為との間にあるギャップは実に印象的だった」という。
1854年3月2日に死去した。息子のエドワード・コンロイ（1809-1869）が準男爵位を継承した。

## 家族
1808年にベンジャミン・フィッシャー少将の娘エリザベス（彼女の伯父はケント公エドワードの家庭教師だった）と結婚した。彼女との間に4人の息子（うち1人は早世）と2人の娘を儲けた。